# Nordic Club Championships (maschile)
Il Nordic Club Championships è una competizione pallavolistica maschile, organizzata annualmente, riservata alle squadre di club afferenti alla NEVZA.

## Albo d'oro
| Edizione         | Edizione          | Podio          | Podio         | Podio         |               |
| Anno             | Sede della finale | Campione       | Seconda       | Terza         |               |
| ---------------- | ----------------- | -------------- | ------------- | ------------- | ------------- |
| 2007-08 Dettagli | Raisio            | Raision Loimu  | Falkenbergs   | Førde         |               |
| 2008-09 Dettagli | Falkenberg        | Marienlyst     | Falkenbergs   | Middelfart    |               |
| 2009-10 Dettagli | Sollentuna        | Marienlyst     | Middelfart    | Falkenbergs   |               |
| 2010-11 Dettagli | Middelfart        | Førde          | Middelfart    | Marienlyst    |               |
| 2011-12 Dettagli | Gentofte          | Marienlyst     | Nyborg        | Gentofte      |               |
| 2012-13 Dettagli | Falkenberg        | Nyborg         | Falkenbergs   | Marienlyst    |               |
| 2013-14 Dettagli | Odense            | Falkenbergs    | Nyborg        | Marienlyst    |               |
| 2014-15 Dettagli | Linköping         | Linköpings     | Nyborg        | Falkenbergs   |               |
| 2015-16 Dettagli | Bergen            | Nyborg         | Marienlyst    | Gentofte      |               |
| 2016-17 Dettagli | Falkenberg        | Falkenbergs    | Gentofte      | Tromsø        |               |
| 2017-18 Dettagli | Fjell             | Viking         | Marienlyst    | Tromsø        |               |
| 2018-19 Dettagli | Ishøj             | Polonia London | Marienlyst    | Hvidovre      |               |
| 2019-20          | -                 | Non disputato  | Non disputato | Non disputato | Non disputato |

## Palmarès per club
| Squadra        | Titolo | Edizione                  |
| -------------- | ------ | ------------------------- |
| Marienlyst     | 3      | 2008-09, 2009-10, 2011-12 |
| Viking         | 3      | 2012-13, 2015-16, 2017-18 |
| Falkenbergs    | 2      | 2013-14, 2016-17          |
| Raision Loimu  | 1      | 2007-08                   |
| Førde          | 1      | 2010-11                   |
| Linköpings     | 1      | 2014-15                   |
| Polonia London | 1      | 2018-19                   |

## Palmarès per nazioni
| Nazione     | Titolo |
| ----------- | ------ |
| Norvegia    | 4      |
| Danimarca   | 3      |
| Svezia      | 3      |
| Finlandia   | 1      |
| Inghilterra | 1      |